# 例外的に夫婦の別姓を実現させる会
例外的に夫婦の別姓を実現させる会（れいがいてきにふうふのべっせいをじつげんさせるかい）は、笹川堯を会長、山中貞則を顧問として、選択的夫婦別姓制度への反対が党の一部にあることを念頭に、選択的夫婦別姓制度を「例外的に」（家庭裁判所の裁定を通じて）認める法案を、議員立法で通すことを目的とした自民党内グループ。2002年7月16日に発足した。しかし、自民党内で議論をまとめあげることができず、この民法改正案提出は結局見送られた。

## 法案の骨子
このグループが提案しようとした法案の骨子は以下のようなものである。
夫婦の氏について
- 職業生活上の事情、祖先の祭祀の主宰その他の理由により婚姻後も各自の婚姻前の氏を称する必要がある場合において、別氏夫婦となるための家庭裁判所の許可を得ることができる。
- 夫婦同氏が原則とし、別氏夫婦から同氏夫婦への転換は認める。逆は認めない。

別氏夫婦の子の氏について
- 別氏夫婦は、婚姻時に「子が称すべき氏」を定める。
- 別氏夫婦は、最初の子の出生時に届け出ることによって、婚姻時に定めた「子が称すべき氏」とは異なる氏を「子が称すべき氏」とすることができる。出生時に届出がされなかったときは、子は、婚姻時に定めた「子が称すべき氏」を称する。
- 別氏夫婦の複数の子は、すべて同じ「子が称すべき氏」を称する。

子の氏の変更について
- 別氏夫婦の未成年の子は、父母の婚姻中は、特別の事情が存在する場合に限り、家庭裁判所の許可を得て氏を異にする父又は母の氏を称することができる。
- 成年に達した後は、特別の事情の有無を問わず、家庭裁判所の許可を得て氏を異にする父又は母の氏を称することができる。

1994年の法務省民法改正要綱試案A案がベースとなっているが（他の民法改正案参照）、家庭裁判所の関与を求める点で大きく異なっている。立案を主導した野田聖子は、家庭裁判所の許可を得る「例外的な」選択的夫婦別姓法案とした理由のひとつを「法務部会で、夫婦別氏制度反対の議員（西川京子ら）から『婚姻において夫婦が同氏であるとの原則は崩さない。別氏はあくまでも例外であり、その例外性が明らかに判るように、例えば家裁での許可を要件とするような法改正であれば賛成できる』という発言があったこと」と述べている。その夫婦別氏を認める理由としては、「職業生活上の事情」以外に「祖先の祭祀の主宰その他の理由」という文言を盛り込んだ。

### 評価
村上まどかは、この案について、強硬な反対論者を説得するための苦肉の案で、現状ではやむをえない、と評している一方、多賀愛子は、「両性の合意」以外に家裁の許可を必要とするのは憲法違反であり、また、職業による差別、家制度の復活などにつながる恐れもある、と批判している。

## 過去の所属メンバー

### 会長
- 笹川堯（2009年落選）

### 最高顧問
- 山中貞則（2004年死去）

### 構成
- 野田聖子（発案）
- 上川陽子
- 山口俊一
- 浜田靖一
- 土屋品子
- 新藤義孝
- 松島みどり
- 小渕優子
- 佐藤勉
- 逢沢一郎
- 横内正明（2002年議員辞職）
- 坂井隆憲（2003年除名）
- 奥谷通（2003年死去）
- 谷川和穂（2003年引退）
- 野中広務（2003年引退）
- 奥山茂彦（2003年引退）
- 高鳥修（2003年引退）
- 佐々木知子（2004年引退）
- 小西理（2005年落選）
- 青山丘（2005年落選）
- 鈴木恒夫（2009年引退）
- 久間章生（2009年落選）
- 中馬弘毅（2009年落選）
- 伊藤公介（2009年落選）
- 七条明（2009年落選）
- 山本明彦（2009年落選）
- 谷本龍哉（2009年落選）
- 木村隆秀（2009年落選）
- 近藤基彦（2009年落選）
- 渡辺喜美（2009年離党）
- 中山成彬（2010年除名）
- 浅野勝人（2010年引退）
- 水野賢一（2010年除名）
- 大村秀章（2011年議員辞職）
- 古賀誠（2012年引退）
- 大野功統（2012年引退）
- 佐田玄一郎（2017年引退）
- 河村建夫（2021年引退）
- 山口泰明（2021年引退）
- 馳浩（2021年引退）
- 藤井基之（2022年引退）
- 下村博文（2024年落選）